# Elisabeth Kornfeind
Elisabeth Kornfeind (* 1967) ist eine österreichische Juristin und Diplomatin. Von 2017 bis 2023 war sie Österreichische Botschafterin in Belgien und ab April 2018 auch Ständige Vertreterin Österreichs bei der NATO.

## Leben
Elisabeth Kornfeind wuchs in Bernstein im Burgenland auf. Nach der Matura begann sie ein Studium der Rechtswissenschaften an der Universität Wien, das sie 1989 als Magistra abschloss. 1994 promovierte sie zur Doktorin der Rechte. Ihre berufliche Laufbahn startete sie 1990 als Assistentin am Institut für Verfassungs- und Verwaltungsrecht der Wirtschaftsuniversität Wien. 1995/96 war sie Attaché an der Ständigen Vertretung Österreichs bei den Vereinten Nationen in New York. Von 1999 bis 2003 war sie Botschaftsrätin für Presse und EU-Fragen in London. 2004 wurde sie Direktorin des Österreichischen Kulturforums in London, von 2008 bis 2012 war sie Direktorin des Österreichischen Kulturforums in Budapest.
Im Bundesministerium für Europa, Integration und Äußeres übte sie verschiedene Funktionen in der Sektion Europa aus und war im Büro des Generalsekretärs tätig. Außerdem war sie Abteilungsleiterin für EU-Koordinierung und leitete eine Task Force für die Vorbereitung des Österreichischen Vorsitzes im Rat der Europäischen Union 2018. Ab Dezember 2017 war sie als Nachfolgerin von Jürgen Meindl Österreichische Botschafterin in Belgien. Im April 2018 nahm sie zusätzlich ihre Tätigkeit als österreichische Botschafterin bei der NATO auf. 2023 wechselte sie als Leiterin der Sektion Europa und Wirtschaft zurück ins Außenministerium.

## Auszeichnungen
- 2012: Große Andrássy-Medaille der Andrássy Universität Budapest[6]